# جيمس إم. كولمان
جيمس إم. كولمان هو محامي وقاضي وسياسي أمريكي، ولد في 17 فبراير 1924، وتوفي في 12 أبريل 2014. نشط حزبياً في الحزب الجمهوري. وقد انتخب عضو جمعية نيوجيرسي العامة ‏.